# Крекінг-установка в Цюаньчжоу
Крекінг-установка в Цюаньчжоу – складова виробничого майданчика Fujian Refining and Petrochemical Company), розташованого на півдні Китаю у провінції Фуцзянь.
З 1989 року у Цюаньчжоу діяв нафтопереробний завод, який в 2009-го доповнили установкою парового крекінгу потужністю по етилену 800 тисяч тонн на рік. Ще через чотири роки цей показник довели до 1,1 млн тонн. Установка піддає піролізу газовий бензин, тому продукує окрім етилену велику кількість інших ненасичених вуглеводнів – пропілену (550 тисяч тонн) та бутадієну (180 тисяч тонн).
Отриманий етилен споживають для виробництва поліетилену (960 тисяч тонн), етиленгліколю (400 тисяч тонн) та оксиду етилену (180 тисяч тонн). Пропілен потрібен трьом лініям полімеризації у поліпропілен потужністю 120, 360 та 220 тисяч тонн.
Проект реалізували через компанію Fujian Refining and Petrochemical Company, котра наполовину належить  Fujian Petrochemical, дочірній структурі місцевої Sinopec. Інша половина капіталу ділиться порівну між іноземними інвесторами –  Saudi Aramco та ExxonMobil.